# Dimitrios Eleftheropoulos
Dimitrios Eleftheropoulos (El Pireo, 7 de agosto de 1976) es un exfutbolista griego que se desempeñaba como guardameta. Actualmente dirige como técnico al Panionios GSS de la Super Liga de Grecia.

## Biografía

### Grecia
Nacido en El Pireo, Eleftheropoulos desde niño fue un fanático del Olympiacos FC, empezando a jugar de portero en las categorías inferiores de dicho club desde muy joven. En 1994 debutó con el Olympiacos y allí jugaría hasta 2004, con un breve interregno de cuando jugó cedido en el Proodeftiki FC en la temporada 1995-96.
En 1997 logró afianzarse en la titularidad tras las lesiones del portero titular, debido a sus paradas fue apodado The Eagle (El Águila en español), convirtiéndose en pieza clave del Olympiacos. En 1998 sufrió una desastrosa lesión de rodilla e incluso tuvo que ser tratado de artrosis. Regresó en 1999 para un partido de la UEFA Champions League, donde el Olympiacos llegó a cuartos de final y fue elegido como el mejor portero de la competición.

### Italia
En 2004, Eleftheropoulos fue transferido al FC Messina, recién ascendido a la Serie A, donde tuvo que competir por la titularidad con Marco Storari.
En 2005, Eleftheropoulos fue adquirido por el poderoso AC Milan, pero salvo algunos partidos de pretemporada contra el Chelsea FC y el Chicago Fire, Eleftheropoulos no disputó partido alguno esa temporada con el Milan, fue cedido a la Roma esa misma temporada donde tampoco jugó.
A la temporada siguiente firmó con el recién ascendido Ascoli, disputando su primer partido en febrero de 2007 contra el AS Livorno.
En junio de 2007 fichó por el AC Siena donde se convirtió en el suplente del austriaco Alexander Manninger, en 2009, y según la página web del Siena, Eleftheropoulos abandonó el club por razones familiares.

### Regreso a Grecia
En mayo de 2009, Eleftheropoulos fichó por el PAS Giannina, en dicho club tuvo actuaciones excelentes contra mejores equipos que el Giannina como el AO Kavala, el AEK de Atenas o el Olympiacos FC.
En agosto de 2010, Eleftheropoulos ficha por el Iraklis FC.

## Trayectoria
| Club          | País   | Año         |
| ------------- | ------ | ----------- |
| Olympiacos FC | Grecia | 1994 - 2004 |
| FC Messina    | Italia | 2004 - 2005 |
| AC Milan      | Italia | 2005 - 2006 |
| Ascoli        | Italia | 2006 - 2007 |
| AC Siena      | Italia | 2007 - 2009 |
| PAS Giannina  | Grecia | 2009 - 2010 |
| Iraklis FC    | Grecia | 2010 -2011  |
| Panionios GSS | Grecia | 2011        |

## Palmarés
Olympiacos FC
- Super Liga de Grecia: 1996-97, 1997-98, 1998-99, 1999-2000, 2000-01, 2001-02, 2002-03
- Copa de Grecia: 1999

- Datos: Q537688